# Личност којој се дивим
„Личност којој се дивим” је југословенски ТВ филм из 1973. године. Режирала га је Вера Белогрлић а сценарио је написала Душица Манојловић.

## Улоге
| Глумац              | Улога |
| ------------------- | ----- |
| Милутин Бутковић    |       |
| Драгутин Добричанин |       |
| Татјана Лукјанова   |       |
| Зоран Радмиловић    |       |
| Олга Станисављевић  |       |
| Власта Велисављевић |       |